# Нахарам

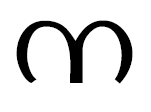
Нахарам

Малаяли акшарамал

Нахарам (малаял. നകാരം) — на, 33-я буква алфавита малаялам, является омоглифом следующих букв:
- каджи (Бирманское письмо);
- хэ (Сирийское письмо);
- они (Грузинское письмо).

Акшара-санкхья — 0 (ноль).
Накарам с огласовками: നാ, നി, നീ, നു, നൂ, നൃ, നെ, നേ, നൈ, നൊ, നോ, നൌ.
Устаревший вариант огласовки «ну» നു — .
Лигатуры: ന്ന — нна, മ്പ — мба, ന്യ, ന്ര, ന്ല, ന്വ и пр.

## В грамматике
- ан — окончание существительных.
- ны — окончание дательного падежа.
- നീ (ни) — местоимение 2-го лица ед.ч. ты.